# Candidatus
Candidatus は、培養に成功していない原核生物に与えられる、分類学上の暫定的な地位。ラテン語で「候補」（英: candidate）を意味する。1996年に国際細菌命名規約の附録に採用された。
ある原核生物を新しいタクソンとして発表するには、形態、DNA-DNA分子交雑法、16S rRNA塩基配列、生化学性状など、一連の生物学的データを記載することが要求される。このためには対象となる原核生物を単離培養することがほぼ不可欠であるが、他の生物に寄生または共生する原核生物の中には培養が極めて難しいものがあり、厳密に規則を適用すると、これらの種を発表することができなくなる。
Candidatus は、現在までに培養は成功していないため完全なデータは揃っていないものの、他の証拠から新種であることが想定される場合に与えられる暫定的な地位である。Candidatus Liberibacter americanus（カンキツグリーニング病の病原菌）のように、Candidatus はイタリック体で先頭につけ、その後に仮の学名を立体で書く。略す場合は先頭の2文字を使って Ca. とする。培養が成功し、新しいタクソンであることが確実になった際には、Candidatus から外される。